# Bill Drayton
William Drayton (Nueva York, 1943),  conocido como Bill Drayton, es un emprendedor social estadounidense, conocido por ser el creador de «Ashoka», la asociación de emprendedores sociales más grande del mundo. Ha estado vinculado desde siempre al «movimiento por los derechos civiles».
Galardonado en 2011 con el «Premio Príncipe de Asturias de Cooperación Internacional», Drayton fue considerado por US News & World Report como uno de los 25 líderes más importantes de Estados Unidos en 2005.

## Biografía
Dryton estudió en las universidades de Harvard, Yale y Oxford.